# Tony Mundine
Anthony William Mundine (Baryulgil, 10 de junio de 1951) es un exboxeador australiano. Fue el único boxeador australiano que compitió profesionalmente en cuatro divisiones de peso distintos. Es el padre del boxeador excampeón mundial, Anthony Mundine.

## Boxeo
Mundine desafió a Carlos Monzón el 5 de octubre de 1974 por el título Mundial de la AMB del peso mediano pero perdió por nocaut en el séptimo asalto. Además de Monzón luchó con muchos boxeadores reconocidos y prestigiados como Emile Griffith, Monty Betham, Steve Aczel, Bennie Briscoe y Alex Sua. Se retiró con un récord de 80 victorias 64 nocauts, 15 derrotas y 1 empate, totalizando un total de 96 peleas.